# نووه هوتی
نووه هوتی (به چکی: Nové Hutě) یک منطقهٔ مسکونی در جمهوری چک است که در ناحیه پراخاتیتسه واقع شده‌است. نووه هوتی ۲۳٫۲۴ کیلومتر مربع مساحت و ۹۵ نفر جمعیت دارد و ۱٬۰۲۵ متر بالاتر از سطح دریا واقع شده‌است.